# Phylloxera caryaesepta
Phylloxera caryaesepta är en insektsart som först beskrevs av Shimer 1869.  Phylloxera caryaesepta ingår i släktet Phylloxera och familjen dvärgbladlöss.

## Underarter
Arten delas in i följande underarter:
- P. c. caryaesepta
- P. c. perforans